# Funaria decaryi
Funaria decaryi là một loài Rêu trong họ Funariaceae. Loài này được Thér. mô tả khoa học đầu tiên năm 1927.